# Martin Rueda
Martin Rueda Godoy (n. Zúrich, Suiza, 9 de enero de 1963) es un exfutbolista y actual entrenador suizo, que se desempeñó como defensa y militó en diversos clubes de Suiza. Rueda proviene de la juventud de la asociación de distrito SV Seebach en el norte de Zúrich y del Grasshopper-Club Zúrich. Rueda trabajó como jugador en el Grasshopper Club Zúrich, FC Wettingen, FC Luzern, Neuchâtel Xamax.  

## Selección nacional
Rueda jugó 5 partidos internacionales, para la selección nacional suiza y no anotó goles. Participó en una sola Copa del Mundo FIFA, que fue en Estados Unidos 1994, donde la selección suiza fue eliminada en octavos de final.

## Clubes

### Como jugador
| Club            | País  | Año         |
| --------------- | ----- | ----------- |
| Grasshopper     | Suiza | 1984 - 1986 |
| FC Wettingen    | Suiza | 1986 - 1991 |
| FC Lucerna      | Suiza | 1991 - 1995 |
| Neuchatel Xamax | Suiza | 1995 - 1998 |

### Como entrenador
| Club                 | País  | Año         |
| -------------------- | ----- | ----------- |
| FC Wohlen            | Suiza | 1999 - 2000 |
| FC Winterthur        | Suiza | 2000 - 2001 |
| FC Wohlen            | Suiza | 2001 - 2004 |
| Grasshopper (Sub-16) | Suiza | 2005 - 2006 |
| Grasshopper (Sub-18) | Suiza | 2006        |
| FC Wohlen            | Suiza | 2007 - 2010 |
| Lausanne-Sport       | Suiza | 2010 - 2012 |
| Young Boys           | Suiza | 2012 - 2013 |
| Dubai CSC            | EAU   | 2013        |
| FC Wohlen            | Suiza | 2015 - 2016 |
| FC Wil               | Suiza | 2016        |

## Participaciones en Copas del Mundo
| Mundial                        | Sede           | Resultado        |
| ------------------------------ | -------------- | ---------------- |
| Copa Mundial de Fútbol de 1994 | Estados Unidos | Octavos de final |